# Grandin (Missouri)
Grandin – miasto w Stanach Zjednoczonych, w stanie Missouri, w hrabstwie Carter. Istnieją rozbieżności dotyczące liczby mieszkańców, baza USA factbook podaje 871 w 2000 roku. W bazie Factfinder dostępne są nowsze dane (z 2010 roku) - 243 (dla Grandin city, Missouri), co sugerowałoby dramatycznie postępujące wyludnianie, jednak dla kodu tego miasta (63943) baza zwraca liczbę 915 mieszkańców.